# Xã Springdale, Quận Lincoln, Nam Dakota
Xã Springdale (tiếng Anh: Springdale Township) là một xã thuộc quận Lincoln, tiểu bang Nam Dakota, Hoa Kỳ. Năm 2010, dân số của xã này là 2.108 người.